# 佩利绍尔城堡

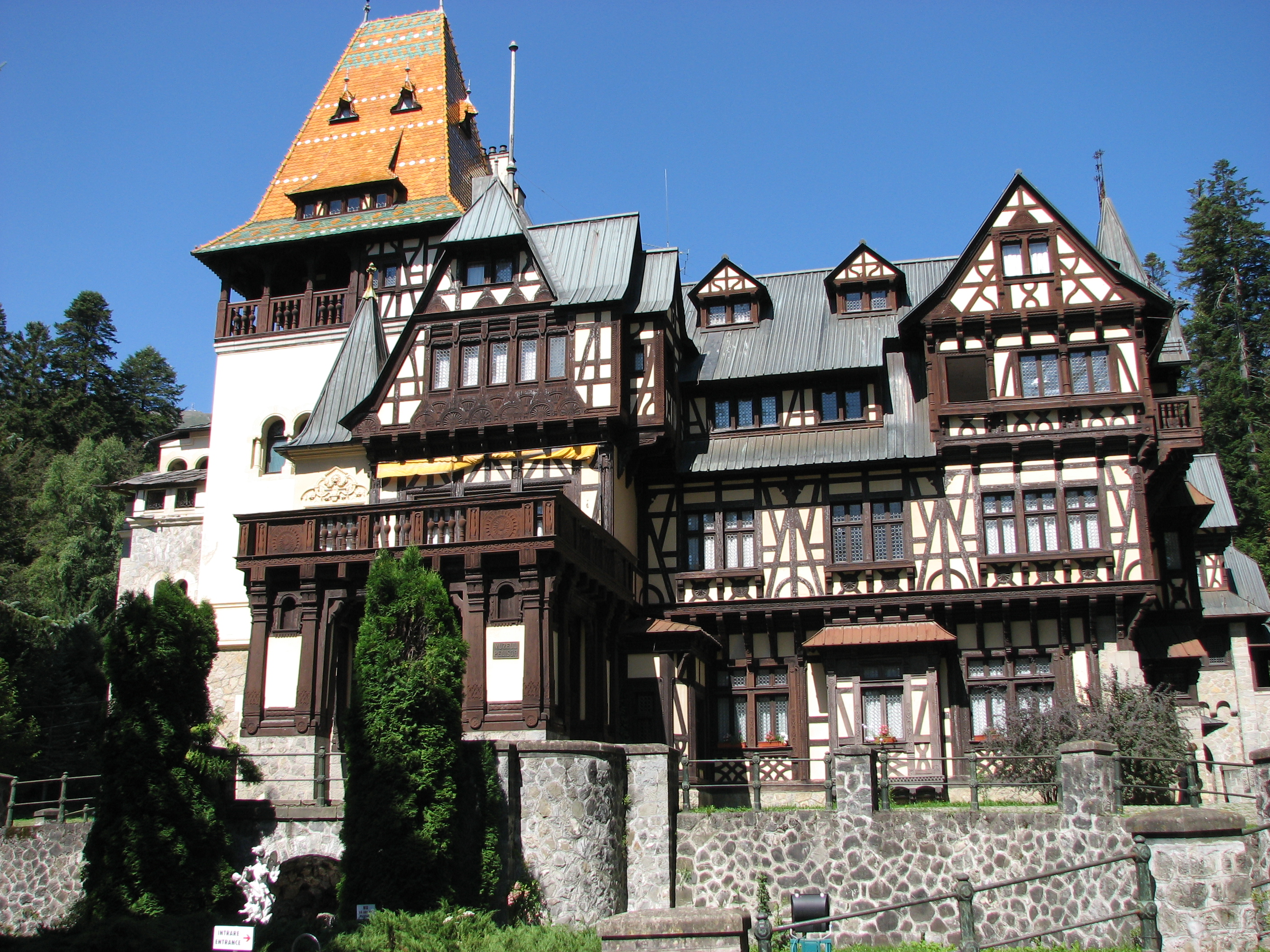
佩利绍尔城堡

佩利绍尔城堡（羅馬尼亞語：Castelul Pelișor）是罗马尼亚锡纳亚的一座城堡，位于佩莱什城堡（羅馬尼亞語：Castelul Peleș）附近，1899年至1902年由罗马尼亚建筑师卡雷尔·利曼受卡罗尔一世之命为其子嗣建造。